# JUNK -RECORD OF THE LAST HERO-
『JUNK -RECORD OF THE LAST HERO-』（ジャンク -レコード・オブ・ザ・ラスト・ヒーロー-）は麻宮騎亜による日本の少年漫画作品。秋田書店の月刊漫画誌『チャンピオンRED』にて、2004年2月号にプレ連載版が掲載された後、2004年3月号から2007年3月号まで連載された。単行本は全7巻。

## 概要
『快傑蒸気探偵団』や『バットマン』のオリジナルコミック化作品（『BATMAN CHILD OF DREAMS』）等を手掛けた麻宮騎亜が現代における新たなヒーロー像の確立を目指した異色作。従来のヒーロー物と違い、本作には明確な「敵」は存在しておらず、「巨悪に立ち向かうヒーロー」といったお決まりの構図は当てはまらない。「JUNKスーツ」を手に入れた者はそれぞれが己の信念、もしくは欲望に従って行動し、それが時に大災害を引き起こす。いわば「JUNK」の存在自体が人類にとっての敵（脅威）であるともいえる。また、数々の残虐シーン、拉致･監禁など現代社会特有の異常犯罪の生々しい描写など、独特の重々しい雰囲気を持つ作品である。なお、「JUNKスーツ」のデザインは出渕裕によるもの。

## あらすじ
引きこもりの少年、結城比呂はひょんなことから、装着者に超人的な力をもたらす通称「JUNKスーツ」を手に入れる。正義の名のもとスーツを好き勝手に使う比呂だったが、2人目のJUNKの出現を切っ掛けに過酷な運命に飲み込まれていく。

## 用語
JUNKスーツ
装着すると超人的な能力を発揮できるスーツ。稼動時間に制限があり、初期のものではフル充電で2時間。いくつかの武器や防御装備はあるが、基本的には装着者の脳をマスク内の「針」で刺激して肉体に潜在する能力を引き出す機能を主とする。装着者の精神がリミッターとしても作用しており、コンクリート壁を破壊できるかと思えば人間は殺せない程度に抑えられる事もある。
色によってバージョンが異なり、試作型である「黒」、「白」、「赤」、そして正式生産型の青がある。それぞれ機能もパワーアップしている。
装着用のデバイスは試作型はリストバンド、チョーカー、手袋とバラエティに富んでいるが、正式生産型は腰に装着するベルト型に統一されている。
JUNK SYSTEMS
JUNKスーツを開発している企業。

## 書籍情報
- 麻宮騎亜 『JUNK -RECORD OF THE LAST HERO-』 秋田書店〈チャンピオンREDコミックス〉、全7巻
  1. 2004年6月24日発売 ISBN 4-253-23095-4
  2. 2004年12月22日発売 ISBN 4-253-23096-2
  3. 2005年5月20日発売 ISBN 4-253-23097-0
  4. 2005年12月20日発売 ISBN 4-253-23098-9
  5. 2006年6月20日発売 ISBN 4-253-23099-7
  6. 2006年11月20日発売 ISBN 4-253-23100-4
  7. 2007年4月20日発売 ISBN 978-4-253-23154-1